# Danny Rolling
Daniel Harold Rolling (26 de mayo de 1954 – 25 de octubre de 2006), conocido como The Gainesville Ripper (El Destripador de Gainesville), fue un asesino en serie estadounidense que asesinó a cinco estudiantes en Gainesville, Florida, durante cuatro días a finales de agosto de 1990. Rolling confesó más tarde haber violado a varias de sus víctimas, cometer un triple homicidio en Shreveport, Luisiana, e intentar asesinar a su padre en mayo de 1990. En total, Rolling confesó haber matado ocho personas. Rolling fue condenado a muerte por los cinco asesinatos de Gainesville en 1994. Fue ejecutado por inyección letal en 2006.

## Primeros años
Danny Rolling nació el 26 de mayo de 1954 en Shreveport, Luisiana. Hijo de James Rolling (20 de octubre de 1931 - 20 de diciembre de 2012) y Claudia Beatrice Rolling (de soltera Wilkinson; 30 de septiembre de 1932 - 29 de enero de 1995). Su padre era un agente de policía de Shreveport, quien le dijo a Danny que no era deseado desde el nacimiento y que abusó de su madre, Claudia, y de su hermano, Kevin. En un incidente, la madre de Danny acudió al hospital después de afirmar que su marido intentó hacerle cortes con una hoja de afeitar. Ella intentó abandonar al marido varias veces, pero siempre regresaba al poco tiempo con él. En un ejemplo del sentido de la disciplina del señor Rolling, una vez enganchó a Danny al suelo, lo esposó y después hizo que la policía se llevara a su hijo porque estaba avergonzado de él. En otra historia, Danny tenía un perro, pero James lo golpeaba con tanta frecuencia que murió en los brazos de Danny.
De adolescente y adulto joven, Rolling fue arrestado varias veces por robos en Georgia y fue sorprendido espiando a una mujer que se estaba vistiendo. Cuando fue más adulto, tuvo problemas para intentar integrarse en la sociedad y mantener un trabajo estable. En un momento dado, Rolling trabajó como camarero en el restaurante Pancho's en Shreveport.
Rolling estuvo brevemente en la Fuerza Aérea pero fue expulsado en 1972 después de ser arrestado por posesión de drogas. Conoció y se casó con O'Mather Halko el 6 de septiembre de 1974, con la que tendría una hija. Se divorciaron en 1979.
En mayo de 1990, intentó matar a su padre durante una discusión familiar sacando un arma y disparandole en el estómago y la cabeza, James sobrevivió pero perdió un ojo y una oreja. Luego de este incidente, Rolling escapó a otro estado y no volvería a ver a sus padres hasta su juicio por los posteriores asesinatos de Florida.

## Asesinatos en serie
En agosto de 1990, Rolling asesinó a cinco estudiantes (un estudiante del Santa Fe College y cuatro de la Universidad de Florida) durante un asalto y robo en Gainesville, Florida. Mutiló los cuerpos de sus víctimas, decapitando uno. Luego los hizo posar, a veces utilizando espejos.
A primera hora de la mañana del viernes 24 de agosto, Rolling irrumpió en el apartamento compartido por Sonja Larson y Christina Powell, estudiantes de primer año de la universidad, de 17 años. Al encontrar a Powell dormida en el sofá de la planta de abajo, se puso brevemente sobre ella, pero no la despertó, y optó por explorar el dormitorio de arriba donde también dormía Larson. Rolling asesinó a Larson, primero tapándole la boca con cinta adhesiva para sofocar sus gritos y luego apuñalándola hasta la muerte con un cuchillo Ka-Bar. Ella murió mientras intentaba rehuirlo.
Rolling luego volvió a bajar las escaleras, tapó la boca de Powell con cinta adhesiva, le ató las muñecas a la espalda y la amenazó con un cuchillo mientras le cortaba la ropa. Entonces la violó y la obligó a tumbarse boca abajo en el suelo, donde la apuñaló cinco veces en la espalda. Rolling posó los cuerpos en posiciones sexualmente provocativas. Se duchó antes de salir del apartamento.
Un día después, el sábado 25 de agosto, Rolling irrumpió en el apartamento de Christa Hoyt, de 18 años, y abrió una puerta corrediza de vidrio con un destornillador. Como ella no estaba en casa, esperó a la sala de estar a que volviera. A las 11 de la mañana, Hoyt entró en el apartamento y Rolling la sorprendió por detrás, inmovilizándola con una llave de asfixia. Después de haberla sometido, usó cinta adhesiva para amordazarle la boca y amarrarle las muñecas detrás de la espalda y la condujo al dormitorio, donde le cortó la ropa del cuerpo y la violó. Como en el asesinato de Powell, la obligó a acostarse boca abajo en la cama y la apuñaló por la espalda, rompiéndole la aorta. Luego le dio la vuelta al cuerpo y le abrió el abdomen desde el hueso púbico hasta el esternón. Tras regresar a su campamento, Rolling no encontró su billetera. Pensando que le había perdido en la escena del asesinato, volvió allí, momento en el que decidió decapitar el cuerpo de Hoyt y poner su cabeza en una estantería de cara al cadáver, añadiendo aún más impacto en el escena a quien la descubriera, afirmó más tarde.
En ese momento, los asesinatos habían atraído la atención de los medios de comunicación y muchos estudiantes estaban tomando precauciones adicionales, como cambiar sus rutinas diarias y dormir juntos en grupo. Como las vacaciones estaban tan cerca ese semestre de otoño, algunos estudiantes retiraron la matrícula o se trasladaron a otras escuelas. Tracy Paules, que tenía 23 años, vivía con su compañero de piso Manny Taboada, también de 23. El lunes 27 de agosto, Rolling irrumpió en el apartamento al abrir la puerta corrediza de cristal con las mismas herramientas que había utilizado anteriormente. Rolling encontró Taboada durmiendo en una de las habitaciones y lo mató después de una lucha.
Al oír el revuelo, Paules bajó por el pasillo hasta la habitación de Taboada y vio a Rolling. Intentó cerrarle el paso hacia su habitación, pero Rolling rompió la puerta. Rolling le ató con cinta la boca y las muñecas, le cortó la ropa y la violó, antes de darle la vuelta y apuñalarle tres veces en la espalda. Rolling posó el cuerpo de Paules pero dejó el de Taboada en la misma posición en la que había muerto.
Con la excepción de Taboada, todas las víctimas eran pequeñas, cabello castaño, caucásicas con ojos marrones como la madre de Rolling. Aunque inicialmente las fuerzas del orden tenían muy pocas pistas, la policía identificó a dos sospechosos; uno de ellos un estudiante de la Universidad de Florida que tenía antecedentes de enfermedad mental y tenía numerosas cicatrices en la cara por un accidente automovilístico, lo que lo convirtió en una imagen ideal cuando se habló de noticias sobre la investigación. Su foto fue mostrada repetidamente por los medios de comunicación. Las autoridades le excluyeron públicamente de todos los cargos tras la detención de Rolling. El otro sospechoso fue también descartado más tarde.

## Asesinatos de Shreveport y pistas
La policía de Luisiana alertó a las autoridades de Florida sobre un triple asesinato sin resolver en Shreveport el 4 de noviembre de 1989. Los detectives notaron que había similitudes entre los asesinatos de Gainesville y los de William Grissom, de 55 años, su hija Julie, de 24, y Sean, su nieto de 8 años. La familia había sido atacada en su casa cuando se preparaban para la cena. Posteriormente, el cuerpo de Julie Grissom había sido mutilado, limpiado y posado.
Don Maines, un investigador del caso del Departamento de Cumplimiento de la Ley de Florida, viajó a Shreveport en noviembre de 1990 debido a las similitudes entre los asesinatos cometidos en Gainesville y los asesinatos cometidos en Shreveport. Incluían: poses de las víctimas; residuos de cinta en el cuerpo de la víctima; y vinagre usado para limpiar el cuerpo. Maines dijo que analizaron los fluidos corporales del perpetrador en Shreveport y descubrieron que esta persona también tenía sangre tipo B. Llamó a la coincidencia con la evidencia en Gainesville una "revelación" en el caso.
Poco después del viaje de Maines a Shreveport, una residente de Shreveport, Cindy Juracich, llamó a Crime Stoppers e informó que Danny Rolling posiblemente estaba relacionado con los asesinatos en ambas ciudades. Tres meses antes, en agosto de 1990, Juracich escuchó un informe de noticias sobre una serie de asesinatos, mientras viajaba por el Panhandle de Florida. El informe la hizo pensar en Rolling, a quien conoció en la iglesia de su ciudad natal de Louisiana, y su posible vínculo con estos otros tres asesinatos de Shreveport. Rolling había dicho cosas profundamente inquietantes tanto para ella como para su entonces esposo, Steven Dobbin. "Venía todas las noches por un tiempo, y luego, una noche, Steven entró y dijo: 'Tiene que irse'", dijo Juracich. Dobbin le dijo que Rolling le había dicho que tenía un problema, dijo Juracich. "Dije, 'Qué tipo de problema'", dijo Juracich, "[y Steven dijo], 'Le gusta clavar cuchillos en la gente'". Juracich dijo que desestimó estos comentarios cuando se enteró de ellos porque no quería creer que Rolling podría ser responsable de los asesinatos en Shreveport. Danny también le había dicho: "... 'Un día, me iré de esta ciudad e iré a donde las chicas son hermosas y puedo tumbarme al sol y ver mujeres hermosas todo el día'". La noticia de los asesinatos de Gainesville persiguió a Juracich, por lo que finalmente se puso en contacto con la policía en noviembre, basándose en su corazonada sobre la conexión de Rolling con los asesinatos en ambas ciudades. "No me dejaba descansar", dijo. "Un día, descolgué el teléfono, llamé a Crime Stoppers y dije: 'Creo que hay un tipo que deben investigar: Danny Rolling'".
Los investigadores respondieron al aviso y rápidamente encontraron a Rolling, quien había sido arrestado el 7 de septiembre de 1990 por un robo en el supermercado de Ocala. El robo se había cometido diez días después de que fueran encontrados los cuerpos de Paules y Taboada. Rolling estaba recluido en la cárcel del condado de Marion, cuarenta millas al sur de Gainesville. Los investigadores determinaron que Rolling tenía sangre tipo B, como el sospechoso de los asesinatos de Gainesville y Shreveport.
Una vez que los investigadores de Florida se dieron cuenta de que Rolling tenía múltiples condenas por robo a mano armada, se dieron cuenta de que también podría haber sido responsable del robo a un banco que ocurrió el día que se encontró el cuerpo de Christa Hoyt. Regresaron al casillero de pruebas, donde se habían guardado la pistola, el destornillador, la bolsa de dinero y el reproductor de casetes, y escucharon la cinta. También encontraron herramientas que coincidían con las marcas dejadas en las escenas del crimen de Gainesville. El pequeño campamento donde había estado viviendo estaba en una zona boscosa cerca de complejos de apartamentos frecuentados por estudiantes; los investigadores descubrieron diarios de audio que había hecho allí aludiendo a los crímenes.
Posteriormente se descubrió que el 5 de agosto de 1990 Rolling irrumpió en la casa de Janet Frake en Sarasota, Florida. Él la ató y amordazó con cinta adhesiva mientras la agredía sexualmente, pero le perdonó la vida.

## Cargos y juicio
En noviembre de 1991, Rolling fue acusado de varios cargos de asesinato.
Rolling fue juzgado casi cuatro años después de los asesinatos. Afirmó que su motivo era convertirse en una "superestrella" similar a Ted Bundy. En 1994, antes de que su juicio pudiera empezar, Rolling se declaró culpable de todos los cargos inesperadamente. Posteriormente, el abogado del Estado Rod Smith presentó la fase de penalización de la acusación. Durante su juicio, Court TV realizó una entrevista con la madre de Rolling desde su casa, durante la cual se podía escuchar a su padre gritando fuera de la cámara.
El 20 de abril de 1994, Rolling fue condenado a muerte. A Rolling se le diagnosticó un trastorno antisocial de la personalidad, un trastorno límite de la personalidad y parafilia.

## Ejecución
Poco antes de ser ejecutado en Florida por la serie de asesinatos en Gainesville, Rolling reivindicó la responsabilidad de los asesinatos de Shreveport, entregando a su asesor espiritual el Reverendo Mike Hudspeth en la policía de Florida una confesión y disculpas manuscritas. En una declaración escrita hecha poco antes de su ejecución, Rolling confesó los asesinatos de la familia Grissom en Shreveport. Rolling tuvo una última comida de cola de langosta. Cantó un himno góspel, pero no hizo ninguna declaración inmediatamente antes de su ejecución, que fue presenciada por muchos de los familiares de sus víctimas.
Rolling fue ejecutado por inyección letal en Prisión Estatal de Florida el 25 de octubre de 2006, después de que la Corte Suprema de Estados Unidos rechazó una última apelación. Fue declarado muerto a las 18:13 EDT.

## Repercusión y legado

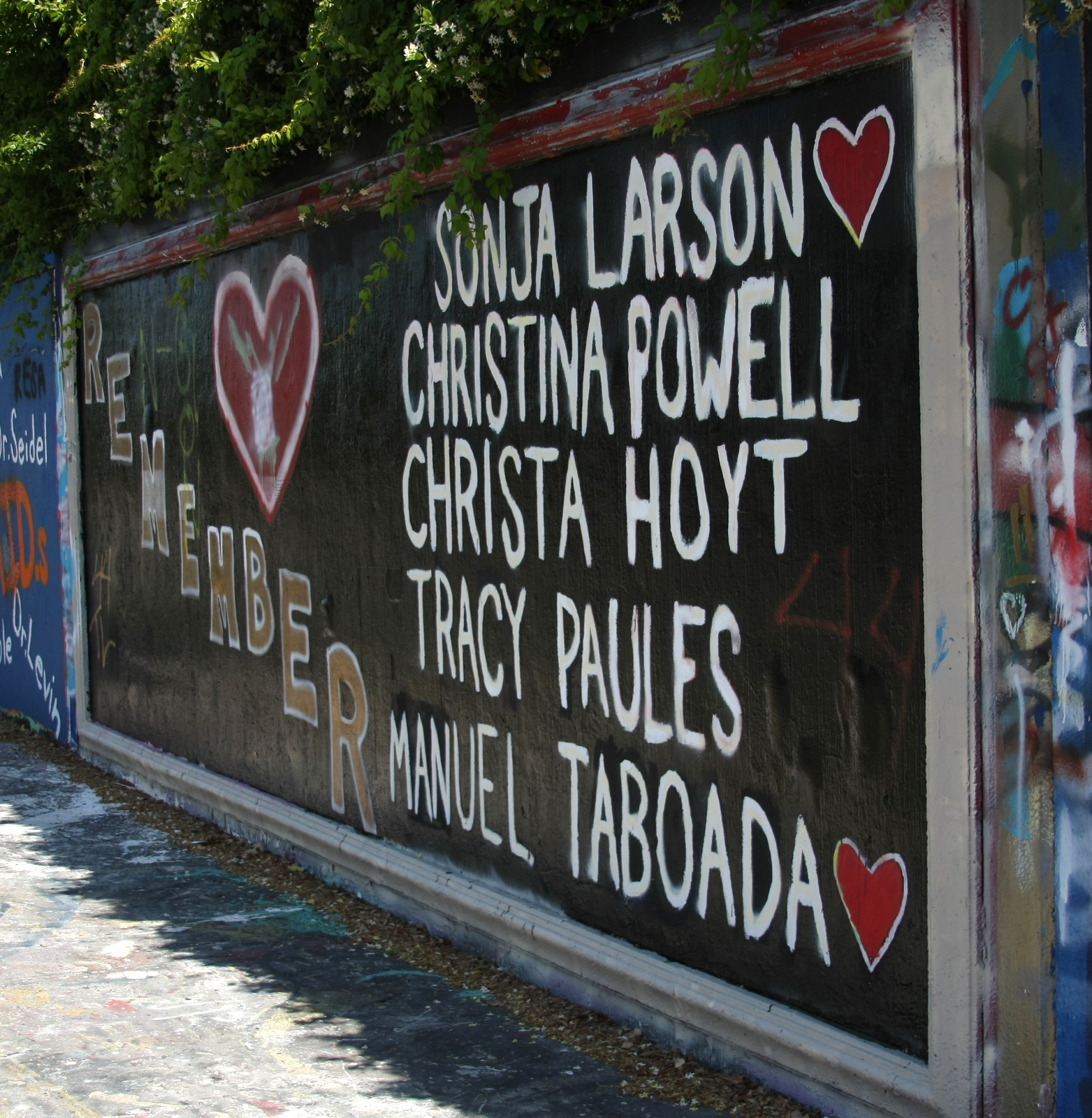
Monumento a los cinco estudiantes en un muro de la calle 34th Street Wall en Gainesville, pintado por primera vez en 1990.

- Rolling ha sido objeto de diversas obras escritas. Su época de crímenes inspiró al guionista Kevin Williamson a escribir el guion de la película slasher de 1996 Scream, junto con el asesino jugable 'The Ghostface' en el videojuego Dead by Daylight.[18]

- Sondra London colaboró con Rolling en The Making of a Serial Killer: The True Story of the Gainesville Murders in the Killer's Own Words.[19]

- Rolling es el tema del libro Beyond Murder de John Philpin y John Donnelly. El autor Kevin Given admitió que basó al asesino en serie David Reynolds de su novela Foul Blood en Rolling.

- Un largometraje independiente de 2007 titulado The Gainesville Ripper, basado en los relatos de los asesinatos, se rodó en las zonas de Gainesville y Jacksonville, Florida. En la película, Rolling es interpretado por Zachary Memos.[20]

- Rolling también fue objeto de un episodio de Body of Evidence: From the Case Files of Dayle Hinman, un programa de televisión de Court TV (transmitido como Crime Scene USA: Body of Evidence en Discovery Channel en Reino Unido) y un episodio de Forensic Factor titulado Killing Spree, que se emitió originalmente en Discovery Channel Canadá y se retransmitió en Estados Unidos en Discovery Science.

- Rolling fue el tema de un episodio del 2010 de Cold Blood, y se mencionó brevemente en un episodio del 2012 de Motives and Murders titulado "Not Again". También apareció en un episodio de 2015 de Nightmare Next Door.

- En 2013, la serie documental de televisión The Real Story emitió un episodio que perfilaba la película Scream. Se emitió el 28 de julio de 2013 y contaba la historia de los asesinatos de Rolling con detalles gráficos.

- El libro Drifter se basa en los asesinatos de Gainesville de 1990.

- La canción Harold Rollings Hymn del álbum de John 5 de 2007, The Devil Knows My Name, está inspirada en Rolling.

- Un episodio de Murder Made Me Famous, que se emitió el 24 de noviembre de 2018, hizo la crónica del caso.[21]

- El episodio de estreno de Mark of a Killer, titulado "Posed te lo Kill", documentó el caso.[22]

- En 2021, un episodio de la serie televisiva 20/20 de ABC sobre crímenes reales emitió el caso de asesinato.[10]

- Mientras estaba en el corredor de la muerte en la cárcel estatal de Florida, Rolling escribió canciones y poemas y dibujó. Sus obras se han referido como un ejemplo de "murderabilia".